# Южаково (Красноярский край)
Южаково — деревня в Енисейском районе Красноярского края России. Входит в состав Верхнепашинского сельсовета.

## География
Деревня находится в юго-восточной части района, на левом берегу реки Енисей, на расстоянии приблизительно 11 км (по прямой) к юго-востоку от города Енисейск, административного центра района. Абсолютная высота — 76 м над уровнем моря.
Климат
Климат характеризуется как резко континентальный, с морозной продолжительной зимой. Средняя температура самого тёплого месяца (июля) составляет 24,4 °С (абсолютный максимум — 37 °С). Средняя температура самого холодного месяца (января) — −27,7 °С (абсолютный минимум — −59 °С). Среднегодовое количество атмосферных осадков составляет 460 мм. В тёплый период года (с апреля по октябрь) выпадает около 77 % осадков.
Часовой пояс
Деревня Южаково находится в часовой зоне МСК+4. Смещение применяемого времени относительно UTC составляет +7:00.

## История
Основана в 1750 году. По данным 1926 года в деревне имелось 12 хозяйств и проживало 59 человек (30 мужчин и 29 женщин). В национальном составе населения того периода преобладали русские. В административном отношении входила в состав Каменского сельсовета Енисейского района Красноярского округа Сибирского края.

## Население
| 2010 |
| ---- |
| 31   |

Гендерный состав
По данным Всероссийской переписи населения 2010 года, в гендерной структуре населения мужчины составляли 48,4 %, женщины — соответственно 51,6 %.
Национальный состав
Согласно результатам переписи 2002 года, в национальной структуре населения русские составляли 84 % из 31 чел.

## Улицы
Уличная сеть деревни состоит из двух улиц:
- ул. Луговая,
- ул. Речная.